# Wałczenie
Wałczenie – wymowa ł jak u niezgłoskotwórczego (w zapisie fonetycznym [w]), spotykana w języku polskim od XVI−XVII wieku. Wymowa taka pojawiła się początkowo na wsi (chłopi) i wśród warstw niewykształconych, a obecnie jest ogólnie przyjętą normą. Przedniojęzykowo-zębowe ł, zwane scenicznym, (w zapisie fonetycznym [ɫ̪]) występuje współcześnie jedynie w gwarach kresowych, na scenie rzadko.
Przechodzenie welaryzowanego l ([ɫ]) w półsamogłoskę [w] jest częstym zjawiskiem w różnych językach, gdyż głoski te są do siebie bardzo podobne z akustycznego punktu widzenia. Ponieważ głoska [l] na wygłosie sylaby ma większą tendencję do bycia welaryzowaną niż na nagłosie, zjawisko to częściej zachodzi w tej pozycji. Podobnym zjawiskiem jest przechodzenie spalatalizowanego l ([ʎ]) w półsamogłoskę [j].
Wokalizacja, czyli proces przechodzenia [l] i [ɫ] w samogłoskę lub półsamogłoskę występuje w wielu językach indoeuropejskich:
- w języku polskim[2]
- w niektórych dialektach języka angielskiego[2] (np. w Estuary English) [l] jest zastępowane przez [o], [ʊ] lub [w] w pozycji przed spółgłoską lub w wygłosie; por. też wymowę w literackim języku angielskim: folk [fəʊk] 'lud', yolk [jəʊk] 'żółtko'
- w językach romańskich – wielokrotnie[2]
- w języku niderlandzkim połączenia olt old przeszły w out oud
- w brazylijskiej odmianie języka portugalskiego zamiast standardowego [ɫ] na końcu sylaby wymawia się [w], np. Gilberto brzmi [ʒiwˈbɛxtu]
- w języku serbsko-chorwackim wygłosowe [l] przeszło w [ɔ]: čital > čitao
- w języku słoweńskim [l] w wygłosie lub przed spółgłoską przechodzi w [w], np. igral wymawiane jest [iˈgraw], a igralka [iˈgrawka]
- w języku białoruskim [l] w niektórych pozycjach przechodzi w [w], np. рабіў wymawiane jest [ra'biw], воўк ['vowk]
- w języku francuskim [l] w wygłosie lub przed [s] przechodziło w [w], łącząc się następnie z poprzedzającą samogłoską w [o]: chastel > château, nationals > nationaux
- w języku bułgarskim [l] (spółgłoska dziąsłowo-zębowa laminalna boczna) u młodszych osób bywa wymawiana jako [ɫ], [w] lub [ɯ][3]